# Рудольф Асміс
Рудольф Альберт Август Вільгельм Асміс (нім. Rudolf Albert August Wilhelm Asmis; 12 червня 1879 — 13 листопада 1945) — німецький юрист і дипломат, доктор права.

## Біографія
В 1900/07 роках — прусський урядовий і судовий чиновник. Як співробітник Імперського колоніального управління з 1907 року перебував у Німецькому Того, де займався юридичною роботою. В 1912/14 pоках — німецький консул в Бельгійському Конго і Французькій Екваторіальній Африці. Під час Першої світової війни працював в адміністрації окупованої Бельгії. В 1919/22 роках — радник Міністерства внутрішніх справ. З 1922 року — радник посольства в Читі (Далекосхідна республіка), потім — у Москві, в 1924/32 роках — в Пекіні, потім — посланець в Таїланді. З 1932 року — генеральний консул в Сіднеї. 1 квітня 1938 року вступив у НСДАП (квиток №5 518 236). Під час Другої світової війни — імперський комісар з колоніальних товариств в Колоніально-політичному управлінні НСДАП. Помер у радянському полоні.

## Нагороди
- Залізний хрест 2-го класу
- Хрест «За військові заслуги»
- Почесний хрест ветерана війни